# Charity-business
Charity-business est une expression franglaise essentiellement utilisée en France. Elle désigne les pratiques de financement des œuvres caritatives, ainsi que la mercantilisation de celles-ci,.
Le charity-business recouvre donc l'ensemble des pratiques nouvelles de financement, de gestion, de communication des organisations non gouvernementales (ONG). Il est parfois désigné par le terme « philanthrocapitalisme ».

## La « mercantilisation » des ONG

### La collecte de fonds
Le premier impératif des organisations humanitaires (voire de toute ONG, même celles qui sont essentiellement militantes) est de trouver des financements, essentiellement en collectant des dons, provenant tant de "grands donateurs" publics et privés que du public.
Sur ce « marché » de l'humanitaire, aux perspectives de croissance prometteuses, s'agissant de produits gratifiants pour les contributeurs, ces organisations sont en concurrence entre elles pour trouver ces contributions. Elles ont ainsi adopté des stratégies marketing, dérivées de celles des entreprises privées; afin de conquérir des « parts de marché » dans les dons. 
Elles doivent concevoir pour cela un plan de marchéage adapté. Les aspects principaux sont à la fois : 
- trouver une « gamme de produits » adaptée au marché (ciblage du type d'actions humanitaires supposées intéresser tel ou tel segment de donateurs, dont les sujets d'intérêts peuvent varier en fonction de l'écho médiatique des évènements);
- utiliser des techniques de communication adaptées à ces "cibles de clientèle".

Cela est souvent considéré comme une "mercantilisation" des ONG (les ONG "techniques", plus orientées sur le développement, visent plutôt par leurs techniques de communication les bailleurs de fonds internationaux lorsque les ONG "humanitaires" jouent plutôt sur la sensibilité des donneurs privés).[réf. nécessaire]

### La communication
L'un des aspects les plus visibles de la mercantilisation des œuvres caritatives est sans doute l'augmentation significative des budgets publicitaires.
Bernard Kouchner affirmait en 1986, que « la charité est devenue un produit de consommation de masse ».
Gérard Mordillat écrit en 2012 : « La charité se vend d’abord elle-même et c’est en cela qu’elle lève un nuage de fumée devant le réel. Cyniquement, à bon compte, elle permet à peu de frais de se grandir aux yeux des autres et à ses propres yeux sans jamais toucher aux causes de sa nécessité. »

### La professionnalisation
Les organismes caritatifs ou à but non lucratif se professionnalisent de plus en plus et font appel à des cadres de haut niveau. Les méthodes de management et marketing différent de celles des entreprises publiques ou des entreprises à but lucratif, tout en en reprenant certains éléments. 
Voici un exemple de programme de cours, dans le cadre d'une préparation de Master de l'université South Bank de Londres et du Kosovo
Thèmes de base
- Comptabilité et gestion financière des organismes caritatifs et à but non lucratif
- Marketing opérationnel de ces organismes
- Législation les concernant
- Gestion des ressources humaines et de la qualité.

Thèmes spécialisés
- Marketing stratégique de l'humanitaire
- Recherche de fonds
- Modes d'élection
- Recherche et information.

Mémoire final

## Le business et ses dérives possibles

### Fragmentation de l'offre et risque d'infiltration
En 1980, les ONG étaient environ au nombre de 4 000, contre 35 000 en 2005  . 
Cet éclatement de l'offre apporte parfois un avantage de proximité mais peut aussi poser un problème de transparence et de contrôle. Par exemple, parmi cette offre fragmentée, se cachent des ONG qui servent de devanture à des gouvernements, des lobbys, des organisations religieuses, des organes politiques, voire des sectes et des groupes mafieux. 
En particulier, cette multiplication des organismes contraint les grands donateurs à faire un tri parmi les différentes ONG et à répartir leurs contributions entre elles. 

### Les pratiques douteuses
Les pratiques illégales ou moralement critiquables sont par exemple :
- le détournement des fonds de l'objet social de l'ONG (véhicules de luxe, gros salaires, etc.)
- la corruption
- le carriérisme des responsables aux dépens de l'objet social de l'ONG
- la prévarication des dirigeants de l'ONG à des fins d'enrichissement
- le trafic d'influence
- le détournement des fonds publics
- l'instrumentalisation hypocrite d'une cause à des fins de marketing (greenwashing, pinkwashing, purplewashing, socialwashing, handiwashing, etc.)

Cependant dans la plupart des organisations reconnues ces phénomènes sont rarissimes.[réf. nécessaire]

#### Exemples de pratiques
Le 7 septembre 2004, le ministre afghan du Plan, Ramazan Bachardoust, déclarait : « Je crains le pire pour les organisations non gouvernementales en Afghanistan car les Afghans sont convaincus qu’elles ont utilisé tout l’argent destiné au peuple », « près de 80 % de leurs moyens financiers sont utilisés pour des frais administratifs ». Il ajoutait que certaines ONG importaient des « voitures à 40 000 dollars » et étaient installées « dans le quartier chic de Kaboul ».[réf. nécessaire]
En France, en 1998, paraissaient les scandales de l'ARC, ONG dont le président Jacques Crozemarie est accusé de détournement de dons destinés à la lutte contre le cancer.
Ainsi, en juin 2000, Jacques Crozemarie est reconnu coupable d'abus de confiance et d'abus de biens sociaux. Il est condamné à 4 ans de prison ferme, 2,5 millions de francs d'amende, et 200 millions de francs de dommages et intérêts à verser à l'ARC.
Sylvie Brunel, dirigeante, d'Action internationale contre la faim (AICF), puis cadre dirigeante de l'association a dénoncé en 2000 les dérives des grandes associations humanitaires qui sont « devenues des business soucieux de parts de marché». «Les donneurs de leçons, dit-elle encore, sont tombés dans les défauts qu'ils dénoncent : la bureaucratie, le niveau élevé des rémunérations.» Sont ainsi visés les salaires élevés que s'attribuent les dirigeants et les cadres permanents de ces grandes associations qui vivent grâce aux dons des particuliers.

#### Surveillance renforcée
La surveillance des ONG s'est renforcée à travers des audits. En France, ce rôle est dévolu à la Cour des comptes et à l'inspection générale des affaires sociales. Néanmoins, celles-ci ne peuvent en auditer qu'une demi-douzaine par an[réf. nécessaire]. 
Certaines associations ont pris les devants, comme en France les Restos du cœur, et ont revu leur système de contrôle après la découverte de détournements par des bénévoles au siège comme en région. Ils ont également imposé le contrôle des comptes par un commissaire aux comptes  .

## Controverses idéologiques
Le charity-business s'est développé dans les pays développés en même temps qu'augmentaient les inégalités de revenu. Certains y voient l'influence d'une idéologie politique : le libéralisme économique.